# Федеральні володіння Венесуели
Федеральні Володіння Венесуели (ісп. Dependencias Federales) — адміністративно-територіальна одиниця Венесуели.
Володіння включає в себе 72 острови в південно-східній частині Карибського моря з групи Підвітряних островів (Малі Антильські острови).
Острови Федеральних Володінь Венесуели
|    |                       |           |                       |                                                             |  |
| №  | Острови               | Площа км² | Населення осіб (2001) | Координати                                                  |  |
| 1  | Авес, острів          | 0,05      | -                     | 15°40′ пн. ш. 67°37′ зх. д. / 15.667° пн. ш. 67.617° зх. д. |  |
| 2  | Ла-Бланкілья, острів  | 64,53     | -                     | 11°50′ пн. ш. 64°35′ зх. д. / 11.833° пн. ш. 64.583° зх. д. |  |
| 3  | Орчіла, острів        | 40,00     | -                     | 11°47′ пн. ш. 66°10′ зх. д. / 11.783° пн. ш. 66.167° зх. д. |  |
| 4  | Лас-Авес, архіпелаг   | 3,35      | -                     | 12°00′ пн. ш. 67°40′ зх. д. / 12.000° пн. ш. 67.667° зх. д. |  |
| 5  | Ла-Сола, острів       | 0,01      | -                     | 11°18′ пн. ш. 63°34′ зх. д. / 11.300° пн. ш. 63.567° зх. д. |  |
| 6  | Ла-Тортуга, острів    | 156,60    | 149                   | 10°55′ пн. ш. 80°31′ зх. д. / 10.917° пн. ш. 80.517° зх. д. |  |
| 7  | Лос-Ерманос, острови  | 2,14      | -                     | 11°45′ пн. ш. 64°25′ зх. д. / 11.750° пн. ш. 64.417° зх. д. |  |
| 8  | Лос-Монхес, архіпелаг | 0,20      | -                     | 12°21′ пн. ш. 70°55′ зх. д. / 12.350° пн. ш. 70.917° зх. д. |  |
| 9  | Лос-Рокес, архіпелаг  | 40,61     | 1300                  | 11°51′ пн. ш. 66°45′ зх. д. / 11.850° пн. ш. 66.750° зх. д. |  |
| 10 | Лос-Тестігос, острови | 6,53      | 197                   | 11°22′ пн. ш. 63°06′ зх. д. / 11.367° пн. ш. 63.100° зх. д. |  |
| 11 | Лос-Фрайлес, острови  | 1,92      | -                     | 11°12′ пн. ш. 63°44′ зх. д. / 11.200° пн. ш. 63.733° зх. д. |  |
| 12 | Патос, острів         | 0,60      | 5                     | 10°38′ пн. ш. 61°52′ зх. д. / 10.633° пн. ш. 61.867° зх. д. |  |

Площа становить — 342 км².

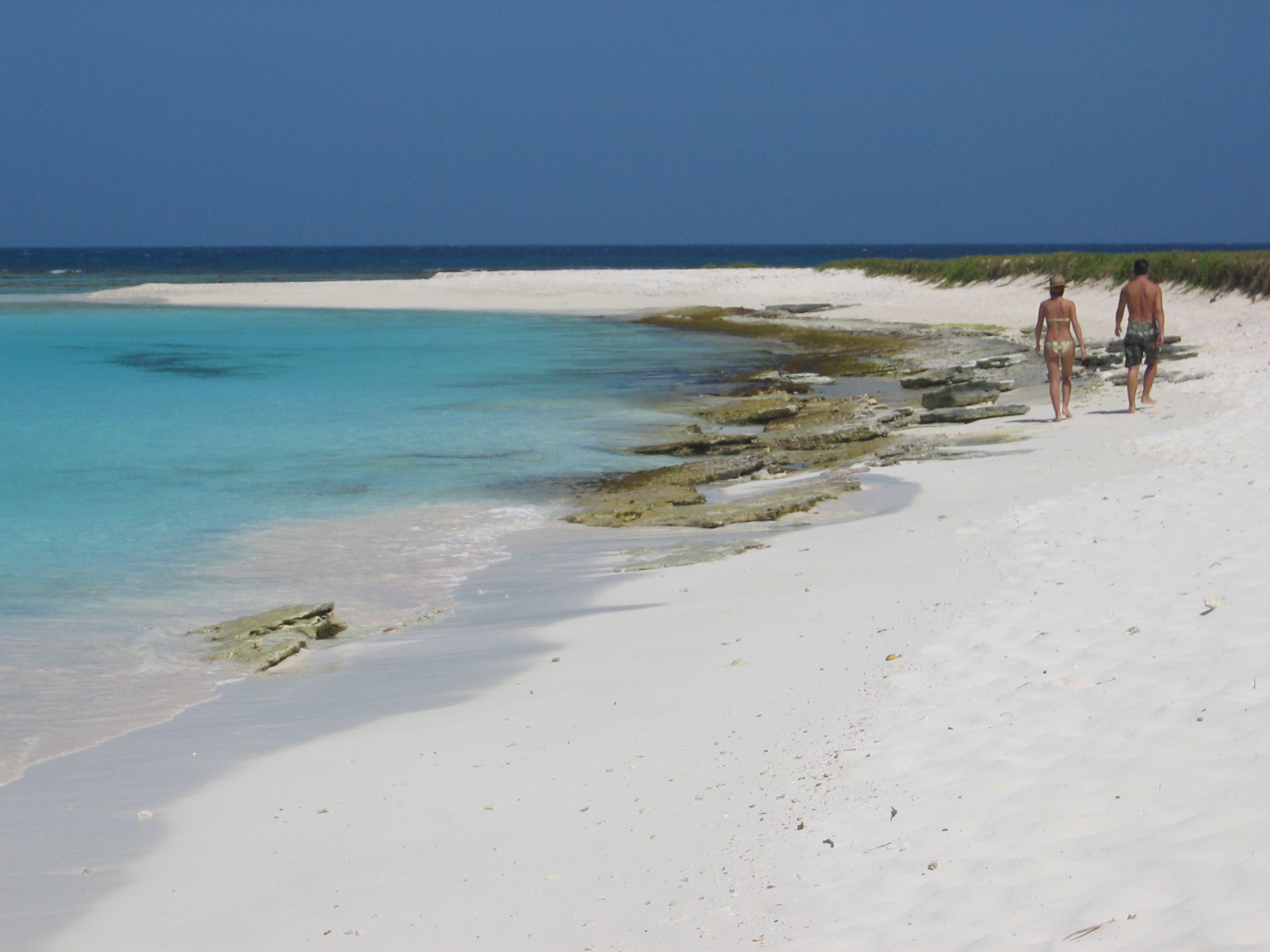
Архіпелаг Лос-Рокес

Населення становить 1 600 осіб (2001; 400 в 1977).
Більшість островів коралового походження.
Клімат тропічний, пасатний. Пересічні місячні температури 20-24 °C. Опадів 500—600 мм за рік.
На островах зростають вічнозелені ліси та чагарники.
Поклади гуано.
Населення займається рибальством.
Архіпелаг Лос-Рокес з 1973 року проголошений національним парком.